# 明橋大二
明橋 大二（あけはし だいじ、1959年（昭和34年）7月23日 - ） は、大阪府出身の精神科医。大阪府立北野高等学校、1985年京都大学医学部卒業。
名古屋大学医学部附属病院などを経て、真生会富山病院心療内科部長。専門は精神病理学、児童思春期精神医療。NPO法人子どもの権利支援センターぱれっと理事長。子どもの権利条約フォーラム2009実行委員長。一般社団法人HAT共同代表、高岡児童相談所嘱託医。
主な著書に、「なぜ生きる」「子育て ハッピーアドバイス」「この子はこの子でいいんだ、私は私でいいんだ」（いずれも1万年堂出版）などがある。

## 人物
1959年、大阪府生まれ。京都大学医学部卒業後、国立京都病院内科、名古屋大学医学部附属病院精神科等を経て、1994年より真生会富山病院心療内科部長。
「子育て支援」を強く提唱する精神科医として、診療の他に講演や出版活動にも取り組んでいる。「子育てハッピーアドバイス（1万年堂出版）」は、シリーズ累計500万部をこえるベストセラーとなった。初の著作は、「なぜ生きる（高森顕徹:監修、伊藤健太郎:共著）」であり、これは90万部を超えるベストセラーになった。「なぜ生きる」はアニメ映画化され、『なぜ生きる -蓮如上人と吉崎炎上-』（2016年）として、劇場公開された。
北日本放送（KNB）の「とれたてワイド朝生!」内で「大丈夫ですよ! 子育て相談室（第2・第4火曜）」を担当している。情報ライブミヤネ屋や報道ステーションをなどのテレビにも出演している。

## 著書
- 『なぜ生きる』2000年、1万年堂出版、（高森顕徹:監修[注 3]、伊藤健太郎:共著）ISBN 4925253018[8][14][17]
- 『なぜ生きる 朗読版―88の黄金の言葉 』（伊藤健太郎:共著）2002年、1万年堂出版、ISBN 978-4925253079
- 『輝ける子』2002年、1万年堂出版、ISBN 4925253069
- 『思春期にがんばってる子』2002年、1万年堂出版、ISBN 9784925253093
- 『翼ひろげる子』2003年、1万年堂出版、ISBN 9784925253130
- 『この子はこの子でいいんだ。私は私でいいんだ』2004年、1万年堂出版、ISBN 9784925253178
- 『YOU WERE BORN FOR A REASON』『なぜ生きる』の英語版、ジュリエット・カーペンター:訳、2006年、1万年堂出版、ISBN 9784925253246 - 中国語版とポルトガル語版も発刊されている[18]。
- 『子育てハッピーアドバイス』2005年、1万年堂出版、ISBN 9784925253215[19]
- 『子育てハッピーアドバイス２』2006年、1万年堂出版、ISBN 9784925253222
- 『子育てハッピーアドバイス３』2006年、1万年堂出版、ISBN 9784925253239
- 『10代からの子育てハッピーアドバイス』2007年、1万年堂出版、ISBN 9784925253277
- 『子育てホット・トーク 子ども力×母親力』（早川たかし:共著）2007年、飛鳥新社　ISBN　9784870318182
- 『子育てハッピーエッセンス100%』2007年、1万年堂出版、ISBN 9784925253260
- 『忙しいパパのための子育てハッピーアドバイス』2007年、1万年堂出版、ISBN 9784925253291
- 『子育てハッピーセミナー 講演DVD付』2008年、1万年堂出版、ISBN 9784925253345
- 『日めくり子育てハッピーカレンダー』2008年、1万年堂出版、ISBN 9784925253321
- 『ハッピー子育て相談室―心がすっと軽くなる』2009年、家の光協会　ISBN　9784259547301
- 『子育てハッピーアドバイス 知っててよかった 小児科の巻』2009年、1万年堂出版、ISBN 9784925253352
- 『子育てハッピーアドバイス もっと知りたい 小児科の巻2』2009年、1万年堂出版、ISBN 9784925253390
- 『子育てハッピーアドバイス 子育てあんしんセット』2009年　ISBN、1万年堂出版、9784925253383
- 『子育てハッピーアドバイス 大好き！が伝わる ほめ方・叱り方』2011年、1万年堂出版、ISBN 9784925253420
- 『子育てハッピーアドバイス 妊娠・出産・赤ちゃんの巻』2011年、1万年堂出版
- 『子育てハッピーアドバイス ようこそ 初孫の巻 ~孫が幸せに育つために』2012年、1万年堂出版
- 『Dr.明橋の生きるのが楽になるたったひとつの言葉』2013年、1万年堂出版
- 『見逃さないで！ 子どもの心のSOS　思春期に がんばってる子』2013年、1万年堂出版[20]
- 『みんな輝ける子に ~子どもが10歳になるまでに、周りの大人が大切にしたいこと』2015年、1万年堂出版
- 『心の声に耳を傾ける 親と子の心のパイプは、うまく流れていますか? ~これ一つ解消すれば、子どもは輝いていく』2016年、1万年堂出版
- 『おやすみ、ちいさなこ』（監修、バーナデット・ケアルス著）、2016年、竹書房
- 『3~6歳の これで安心 子育てハッピーアドバイス』2017年、1万年堂出版
- 『0~3歳の これで安心 子育てハッピーアドバイス』2017年、1万年堂出版
- 『HSCの子育てハッピーアドバイス HSC=ひといちばい敏感な子』2018年、1万年堂出版
- 『教えて、明橋先生！　何かほかの子と違う？ HSCの育て方 Q&A』2019年、1万年堂出版
- 『子育てハッピーアドバイス　知っててよかった 小児科の巻　増補改訂版』（吉崎達郎ほか共著）2019年、1万年堂出版[21]
- 『こころがほっとするアドバイス』2020年、1万年堂出版[22]
- 『家族と生きる ハッピーアドバイス--人生100年時代　心と心のつながり』2023年、1万年堂出版[23]
- 『HSPのためのハッピーアドバイス』2023年、1万年堂出版[24]

## 新聞連載
- 読売新聞「子どものこころ相談室」